# Marsdenia quadrata
Marsdenia quadrata är en oleanderväxtart som beskrevs av P.I. Forster. Marsdenia quadrata ingår i släktet Marsdenia och familjen oleanderväxter. Inga underarter finns listade i Catalogue of Life.